# Juan Mario Sánchez
Juan Mario Sánchez (Medellín, 28 de diciembre de 1966) es un escritor, periodista y profesor colombiano.

## Biografía
Estudió en Educación, Español y Literatura en la Universidad de Antioquia.
Tiene un diplomado en Periodismo por el Instituto FEC. Publicó columnas de opinión en Las2orillas y actualmente en Colombiano Indignado.
Como periodista y escritor a deferido del proceso de paz en Colombia.
Escribió las novelas: La otra cara de la muerte (Fondo Editorial Eafit, 2012), Como una melodía (Sílaba editores, 2015) y Mi noche en Buenos Aires (Lira editores, 2018), y los libros de poemas: Náufragio en la noche (2000), En el panteón de Eros (2004).
Obtuvo una mención del Premio de Poesía José Manuel Arango en Colombia.
En 2001 recibe un reconocimiento público de la Alcaldía Medellín y de la Secretaría de Educación del Municipio de Medellín con motivo del día del libro y del idioma.

## Libros
Ha publicado diferentes libros como:
- 2000, Naufragio en la noche
- 2004, En el panteón de Eros (ISBN 958-33-6022-8)
- 2012, La otra cara de la muerte (ISBN 978-958-720-128-4)
- 2015, Como una melodía (ISBN 978-958-8794-56-3)
- 2018, Mi noche en Buenos Aires (ISBN 978-958-48-4029-5)